# Antonio Prohías
Antonio Prohías (Cienfuegos, 17 de janeiro de 1921 – Miami, 24 de fevereiro de 1998), foi um cartunista Cubano mais conhecido como o criador da tira de quadrinhos Spy vs. Spy para a revista Mad.

## Biografia
Em 1946, Prohías recebeu o prêmio Juan Gualberto Gómez, reconhecendo-o como o principal cartunista de Cuba. No final da década de 1940, Prohías havia começado a trabalhar no El Mundo, o jornal mais importante de Cuba à época. Em janeiro de 1959, Prohías foi presidente da Associação de Cartunistas Cubanos; Depois que Fidel Castro tomou o poder, ele pessoalmente homenageou o cartunista por suas charges políticas anti-Batista. Mas Prohías logo se desagradou com as ações de Castro de amordaçar a imprensa. Quando desenhou caricaturas nesse sentido, foi acusado de trabalhar para a CIA pelo governo de Fidel Castro. Consequentemente, demitiu-se do jornal, em fevereiro de 1959 .
Com sua carreira profissional no limbo, Prohías saiu de Cuba para Nova York no dia 1 de maio de 1960, trabalhando em uma fábrica de roupas durante o dia e construindo um portfólio de cartuns para Mad à noite. Dez semanas depois, ele entrou nos escritórios da Mad sem ser anunciado. Ele não falava inglês, mas sua filha Marta agia como sua intérprete. Antes de sair, ele recebeu um cheque de $800 e vendeu seus primeiros três cartuns de Spy vs. Spy  para a Mad. No final de 1986, ele vendeu sua 241ª e última tira da série, antes de se aposentar devido a doença. Prohias também escreveu e desenhou seis coleções de bolso com os espiões. Durante uma entrevista com o Miami Herald, em 1983, Prohías se regozijou: "A mais doce vingança foi transformar a acusação de Fidel de eu ser um espião em um empreendimento lucrativo".
Dois anos após a estréia de Prohias na revista, o cartunista Sergio Aragonés fez a viagem do México para Nova York em busca de trabalho. Devido ao pouco domínio do inglês de Aragonés à época, pediu que Prohias estivesse pressente para servir como intérprete. De acordo com Aragonés, isso provou ser um erro, já que Prohías sabia menos inglês do que ele. Quando Prohías apresentou o jovem artista aos editores da Mad como "Sergio, meu irmão do México", os editores Mad achavam que estavam encontrando "Sergio Prohías"." Doze anos depois, o escritor da Mad Frank Jacobs relatou que o inglês conversacional de Prohias estava limitado a  "Hello" ("Olá") e "How are you, brother?" ("Como você vai, irmão?") Disse Aragonés, que fala seis línguas, "Até eu não conseguia entendê-lo tão bem."
Ocasionalmente, a equipe da Mad saía em férias em grupo, viajando em massa para outros países. Prohías tomou parte nessas férias, quando possível, mas, na condição de exilado cubano, teve problemas para obter a admissão em alguns países, e no aeroporto, antes de um período de férias para a Itália, um oficial do aeroporto disse, "Você pode ir, se quiser, mas você pode nunca mais voltar." Depois que o grupo voltou, ele apresentou um desenho ao editor da Mad, William Gaines, que era dele, com os Espiões a seus pés, deixando o seu coração voar sobre os funcionários zangados do aeroporto até o resto da equipe MAD, com uma nota na parte inferior que, quando traduzida, lia-se: "Sr. Gaines, meu coração sempre vai viajar com você".
Embora seja mais famoso por Spy vs. Spy, a maioria de suas histórias em quadrinhos, tais como El Hombre Siniestro, La Mujer Siniestra, e Tovarich, foram publicados principalmente ou apenas em Cuba. Ao todo, apenas cerca de 20 das suas cerca de 270 contribuições para Mad eram de obras diferentes da série Spy. Como resultado, a maioria das informações disponíveis sobre este trabalho vem dos livros Spy Vs Spy Complete Casebook (Watson-Guptill, 2001) e  Spy vs. Spy Omnibus (DC Comics, 2011).
Prohias morreu de cancer de pulmão  aos 77 anos e seu corpo está enterrado no Woodlawn Park Cemetery and Mausoleum (hoje Caballero Rivero Woodlawn North Park Cemetery and Mausoleum) em Miami, Flórida.